# Popolocrois
PoPoLoCrois (ポポロクロイス物語, Poporokuroisu monogatari) é série de mangá feita por Tamori Yousuke, originalmente publicado no Jornal Escolar de Asahi (uma subsidiária do jornal Asahi Shimbun). Mais tarde foi adaptado em duas séries de anime e cinco jogos de RPG eletrônicos.  Seu título é uma combinação de palavras de duas línguas: a palavra Italiana "Popolo (pessoas)" e a Francesa "croix (cruzamento ou travessia)", que juntas significam "passagem de pessoas". O tema geral da série é amor e compaixão, onde a raça em que se pertence não é importante e a importância é a amizade.

## Desenvolvimento e História
- Novembro de 1978 - Popolocrois é publicado pela primeira vez em revista feminina Pafu ぱふ (pafu)
- Outubro de 1984 -  O desenho é publicado pelo Jornal Escolar de Asahi Shimbun, que é considerado o início oficial de PoPoLoCrois.
- 1994 - O piloto animado teatral de Popolocrois é lançado.
- 12 de Julho de 1996 - Sony Computer Entertainment (SCE) lança Popolocrois Story RPG eletrônico para Sony PlayStation.
- 4 de Outubro de 1998 - 28 de Março de 1999- Popolocrois a série de anime é lançado na televisão na TV Tokyo.
- 26 de Novembro 1998 - SCE lança Poporogue, o segundo jogo PoPoLoCrois, no PlayStation.
- 27 de Janeiro de 2000 - SCE lança Popolocrois Story II no PlayStation.
- 20 de Junho de 2002 - SCE lança Popolocrois: Adventure of Beginnings para PlayStation 2.
- 5 de Outubro de 2003 para 28 de Março de 2004, TV Tokyo lança uma segunda série de anime de PoPoLoCrois.
- 18 de Março de 2004 - SCE lança Popolocrois: Adventure of the Law of the Moon no PlayStation 2
- 10 de Fevereiro de 2005 - SCE, lança PoPoLoCrois para PlayStation Portable, que contém versões pesadamente editadas das histórias de PopoloCrois Story I e II, bem como em algum material novo.
- 19 de Maio de 2005, O PSP PoPoLoCrois torna-se o primeiro e único jogo a ser lançado fora do Japão,[1] lançando pela primeira vez em Hong Kong e Taiwan. Foi lançado no final daquele ano na América do Norte (6 de Dezembro de 2005) através da Agetec.  Versão do Príncipe Pietro posterior é lançado na Europa em 16 de Junho de 2006 por meio da Ignition Entertainment, e na América do Norte e Austrália, em 30 de Junho de 2006.

## Séries dos video-games
Cinco jogos de Popolocrois, a versão original do PlayStation, juntamente com as suas quatro continuações, foram lançadas anteriormente apenas no Japão. A versão PSP é o primeiro e único jogo Popolocrois a serem lançados nos EUA e na Europa.

### A jogabilidade
Enquanto aleatórias e o Sistema de controle de tempo nos jogos eletrônicos, as batalhas assumem uma forma muito semelhante ao console na estratégia do RPG (como Final Fantasy Tactics).  Quando chega a vez de um personagem começar, eles podem se mover ao longo de uma pequena grade e atacar os inimigos a partir de quatro pontos cardeais, cada um com suas próprias vantagens e desvantagens.  Por exemplo, um ataque às costas do inimigo irá lidar mais danos, como vai pular uma vez de se concentrar no próximo turno.
A jogabilidade tem sido criticada por ser semi-tediosa nos tempos de carregamento (especialmente em Sony PSP). Na Sony PSP os sprites podem ficar por um tempo em algumas áreas. Ele também tem sido criticado por ter encontros aleatórios muito frequentes e, com o sistema de batalha, pode realmente retardar uma simples caminhada de uma cidade para outra.

### Enredo

#### Personagens
- Pietro é muito carinhoso e valoriza a amizade, e ele fica mais corajoso como o jogo progride. Pietro e Narcia viram amigos desde que eles tiveram sua primeira aventura juntos. Pietro descobre que ela é parte de dragão porque sua mãe, a Rainha Sania é um dragão.
- Narcia é uma bruxa Aprendiz da floresta que ajuda Pietro no jogo. Narcia usa um vestido rosa com um chapéu com duas pontas para uma finalidade específica; quando ela tinha 15 anos, ela começou a usar um vestido semi roxo e rosa.
- Kai é o Transmorfo alter ego de Narcia. A Guilda deu-lhe o tesouro das bruxas da floresta: a Chave de Ouro que lhe permitiu tornar-se um ser humano, para que ela não iria se transformar em bolhas se ela entrou em contato com Água do mar; mas se alguém descobrisse esse segredo, ela iria cair em um coma. No início, ela engana Pietro e o cavaleiro branco a pensar que ela é uma amiga de Narcia, mas ela revela seu segredo para Pietro por acidente e depois Kimendoji.
- Cavaleiro Branco se encontraram pela primeira vez por Pietro e Narcia ao mesmo tempo Naguro foi atendida. Ele junta-se à festa e fica até o final do livro um, Ice Demônio. Ele, então, junta-se à festa quando Pietro, Don Gon e ir a mina em Pasela para encontrar um o dragão lá, mas depois sai depois de impressões bebê dragão sobre ele e ele fica para trás na terra dos dragões para fazer o bebê acostumado a viver lá.
- GamiGami Devil é um anão ligeiramente desequilibrado que, embora incapaz de ler ou escrever acima do nível de uma criança, é um técnico gênio que cria robôs e grandes cidades.
- Ice Demon é o governante da Terra do Norte e mestre da magia de gelo. No passado, ele atacou Popolocrois mas foi parado e derrotado por um dragão.

#### História
O personagem principal é o príncipe do reino de Popolocrois, Pietro. O primeiro jogo, Popolocrois Monogatari, começa na noite de aniversário de 10 anos de Pietro, quando ele descobre que sua mãe, que ele achava que estava morta há muito tempo, foi encontrada em estado de coma. Pietro vai em uma viagem junto com a aprendiz de bruxa da floresta Narcia para salvar a alma de sua mãe do submundo.
Há mais dois jogos continuam os contos de Pietro e Co. O segundo jogo, PopoRogue(Popolocrois + Epilogue), Pietro apresenta como um menino de 12 anos que foi para salvar seu pai do mundo do sonho que ele foi forçado. o terceiro, Popolocrois Monogatari II, apresenta Pietro e Narcia como um jovem de 15 anos com diferentes trajes, que saiu da derrota a força misteriosa que ia destruir o mundo. Popolocrois Monogatari II foi o mais famoso jogo da série, devido à história escurecida, os novos membros do partido, e muitos outros recursos.
O lançamento de PSP é uma reprodução de Popolocrois Monogatari (incluído no Livro 1) e PopoloCrois Monogatari II (Incluído no Livro 3), mas o Livro 2 é um cenário totalmente novo.